# Zafer Özden
Zafer Özden (* 1. Oktober 1985 in Erzurum) ist ein türkischer Fußballspieler.

## Karriere
Özden begann mit dem Vereinsfußball 1997 in der Jugend von Göztepe Izmir und stieg 2004 mit einem Profivertrag ausgestattet in die Profimannschaft auf. Nachdem er hier in der ersten Saison zwei Ligaspiele absolviert hatte, kam er in den nachfolgenden zwei Spielzeiten zu regelmäßigen Einsätzen. 
Zum Sommer 2007 wechselte er zum Viertligisten Altınordu Izmir. Nachdem er drei Spielzeiten hier gespielt hatte, wechselte er zum Sommer 2010 zu Turgutluspor. Bei Turgutluspor blieb er nur die Hinrunde und kehrte zur Rückrunde zu Altınordu zurück. Mit diesem Verein wurde er zum Saisonende Playoffsieger und stieg in die TFF 2. Lig auf.
Nach dem Aufstieg mit Altınordu spielte er eine halbe Saison für diesen Verein und wechselte zum Frühjahr 2012 zum Viertligisten Kahramanmaraşspor. Bei seinem neuen Verein gelang ihm auf Anhieb der Sprung in die Stammelf. Zum Saisonende wurde man Playoffsieger der TFF 3. Lig und stieg in die TFF 2. Lig auf. In der 2. Lig wurde man erneut Meister der Liga und stieg in die TFF 1. Lig auf.
Im Frühjahr 2014 wechselte Özden innerhalb der TFF 1. Lig zu Samsunspor. Nach eineinhalb Spielzeiten wechselte er zum Drittligisten Nazilli Belediyespor.

## Erfolge
mit Altınordu Izmir
- Playoffsieger der TFF 3. Lig: 2010/11 und Aufstieg in die TFF 2. Lig

mit Kahramanmaraşspor
- Meister der TFF 2. Lig: 2012/13 und Aufstieg in die TFF 1. Lig
- Playoffsieger der TFF 3. Lig: 2011/12 und Aufstieg in die TFF 2. Lig